# High Junk Peak
High Junk Peak (xinès tradicional: 釣魚翁, lit. "Pescador") és una muntanya de Hong Kong. Té 344 m i una silueta molt aguda. Aquesta muntanya és una de les principals atraccions del Clear Water Bay Country Park que es troba a la península de Clear Water Bay, Sai Kung, Nous Territoris, Hong Kong. Els altres cims de la mateixa zona són el Sharp Peak (蚺蛇尖), Castle Peak (青山) i Tai Yue Ngam Teng (睇魚岩頂).